# Istituto Clinico Humanitas
L'Istituto Clinico Humanitas (in lingua inglese tradotto come Humanitas Research Hospital) è un ospedale policlinico privato ad alta specializzazione, un centro di ricerca clinica e scientifica e sede di insegnamento di Humanitas University.
Il policlinico, sito a Rozzano, comune facente parte della città metropolitana di Milano, è riconosciuto dal Ministero della salute come istituto di ricovero e cura a carattere scientifico (IRCCS).
Humanitas è un punto di riferimento a livello internazionale per la ricerca sui tumori e sulle malattie immunodegenerative ed è certificato dalla Joint Commission International dal 14 dicembre 2002.

## Storia
L'idea di realizzare l'ospedale risale alla seconda metà degli anni ottanta dall'incontro tra Gianfelice Rocca, Pier Carlo Romagnoli, il professor Nicola Dioguardi e una cordata di imprenditori. Su iniziativa della società Techint – fra i cui azionisti vi è la famiglia Rocca – e con la collaborazione della britannica Bupa e della multinazionale Atkins (società di consulenza e engineering specializzate nel settore sanitalia), nel 1989 viene avviato uno studio di progetto affidato all'architetto inglese James Gowan – con l'omologo italiano Renato Restelli – per la costruzione dell'ospedale. Attraverso uno studio preliminare volto all'individuazione di una potenziale area sulla quale far sorgere l'istituto ospedaliero nella provincia di Milano, viene scelto il comune di Rozzano, visto il rilevante bacino di utenza e la necessità di una nuova struttura ospedaliera nella zona.
I lavori di costruzione, iniziati nel 1992, terminarono quattro anni più tardi, nel 1996, in occasione dell'inaugurazione. Il complesso ospedaliero è formato da un edificio principale (building 1 e 2) e da altri due edifici (building 4 e 5) destinati agli ambulatori, situati accanto all'ingresso principale. Dal 1997, la struttura ospedaliera inizia ad accogliere i primi utenti, avviandosi in tal modo al percorso di accreditamento da parte del servizio sanitario nazionale ottenuto, infine, nell'anno 2000.
Nel 1999 nasce la fondazione Insieme con Humanitas, allo scopo di formare personale volontario dedito all'accoglienza, al supporto psicologico e all'assistenza sociale dei pazienti ospiti dell'Istituto.
Nel 2000 il policlinico diviene sede di insegnamento dell’Università degli Studi di Milano per il corso di laurea in infermieristica, seguito poi dai corsi di laurea in biotecnologie e medicina e chirurgia.
Nel 2001, in seguito alle necessità di ampliamento per la realizzazione di un pronto soccorso autonomo, Humanitas acquista dal comune di Rozzano un'area di circa 20000 m² a nord del complesso esistente. Due anni dopo, vengono inaugurati il nuovo pronto soccorso, l'unità di radioterapia e tre nuovi piani di degenza (building 3).
Nel 2002 Humanitas diventa case-study di insegnamento per il master in business administration dell'Università di Harvard ed è il primo policlinico italiano ad ottenere l'accreditamento d'eccellenza dalla Joint Commission International.
Nel 2005 Humanitas è riconosciuto dal Ministero della salute come istituto di ricovero e cura a carattere scientifico. Lo stesso anno nasce la Fondazione Humanitas per la Ricerca.
Nel 2008 terminano i lavori, iniziati tre anni prima, per l'ulteriore ampliamento dell'istituto ospedaliero; il nuovo edificio (building 7 e 8) accoglie 120 posti letto per la riabilitazione post-acuta, nuovi spazi ambulatoriali, un auditorium, un parcheggio interrato, una biblioteca multimediale, un'area per la ricerca applicata e aule didattiche per gli studenti dell'Università.
Nel 2010 nasce in Humanitas il corso di laurea internazionale in lingua inglese di medicina e chirurgia in collaborazione con l'Università degli Studi di Milano.
Nel 2014 l’Istituto è promotore di Humanitas University, ateneo internazionale dedicato alle scienze mediche. Tre anni più tardi è inaugurato il nuovo campus universitario (building A, B e C) contiguo al policlinico e al centro di ricerca dell'IRCCS.
Nel 2018 è inaugurata la nuova residenza universitaria (building D) con 240 posti letto per studenti e ricercatori, mentre, l’anno successivo, terminano i lavori di costruzione del nuovo Centro Congressi Humanitas, un'area polifunzionale di circa 1000 m².
Nel 2020 terminano i lavori di costruzione del nuovo complesso ospedaliero dedicato alle malattie infettive, denominato Emergency Hospital 19. L'edificio, completamente indipendente, dispone di un pronto soccorso autonomo, un blocco operatorio, dodici posti letto di terapia intensiva e venticinque posti letto di degenza in stanze singole con bagno e filtro in ingresso a pressione negativa. Il piccolo ospedale, pensato nella lotta alle malattie infettive quali il COVID-19, lavora in stretta collaborazione con il centro di ricerca dell'Istituto, adottando tecnologie di cura e diagnosi precoce basate sull'intelligenza artificiale.
Nel 2023, l'Agenas classifica, per la terza volta consecutiva, l'Istituto Clinico Humanitas come migliore ospedale italiano.
Nel 2024, la rivista americana Newsweek classifica Humanitas, per la quarta volta consecutiva, come ospedale più tecnologicamente avanzato d’Italia. Lo stesso anno è ampliato il campus universitario con l'inaugurazione dell'Innovation Building (building F).

## Struttura
L'Istituto Clinico Humanitas dispone di 25 reparti di degenza per complessivi 783 posti letto, per una superficie di circa 120000 m². I posti letto sono così suddivisi: 670 ordinari, 73 day hospital e 40 di terapia intensiva. Il pronto soccorso ad alta specialità (EAS) dell'ospedale è strutturato e organizzato autonomamente su una superficie di circa 5000 m². L'Istituto eroga assistenza sanitaria in 79 diverse specialità cliniche organizzate nei seguenti centri e unità operative:
- Cancer Center (18 unità operative)
- Cardio Center (9 unità operative)
- Centro Diagnostico Privato (1 unità operativa)
- Centro di Gastroenterologia (6 unità operative)
- Centro di Radiologia e Diagnostica per Immagini (11 unità operative)
- Centro di Riabilitazione e Recupero Funzionale (3 unità operative)
- Centro per le Malattie del Pancreas e del Duodeno (1 unità operativa)
- Centro per le Malattie Infiammatorie Croniche dell’Intestino (2 unità operative)
- Centro Obesità (1 unità operativa)
- Centro Oculistico (1 unità operativa)
- Centro Odontoiatrico (1 unità operativa)
- Fertility Center (1 unità operativa)
- Immuno Center (4 unità operative)
- Internal Medicine Center (7 unità operative)

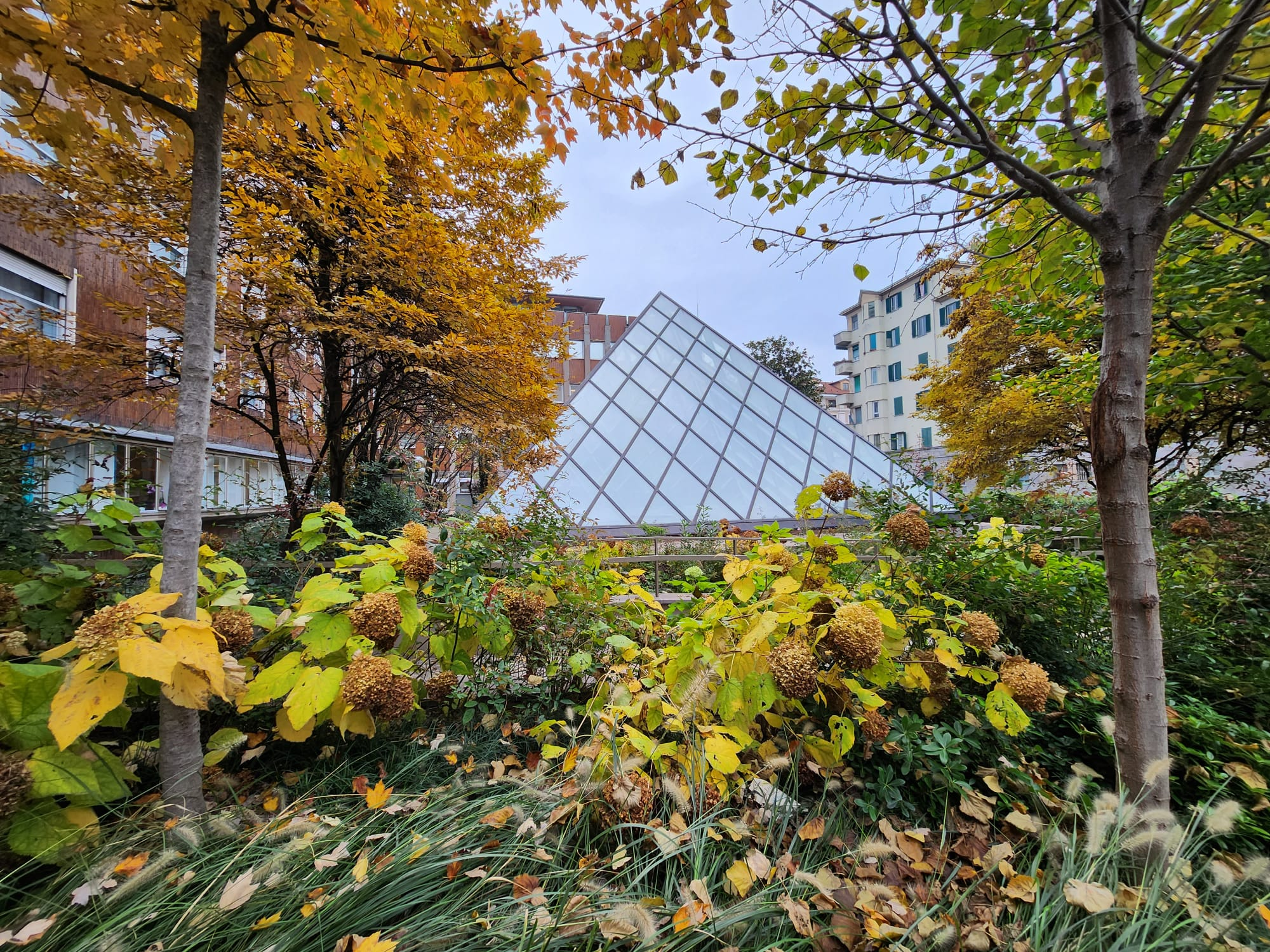
La struttura piramidale davanti alla Humanitas San Pio X di Milano

- Neuro Center (7 unità operative)
- Ortho Center (11 unità operative)
- Medical Care Assago
- Medical Care Rozzano - Fiordaliso

### Gruppo Humanitas
L'Istituto Clinico Humanitas è l'ospedale capofila del Gruppo Humanitas che, con 21 centri poliambulatoriali polispecialistici e 11 strutture ospedaliere, si attesta come secondo gruppo sanitario privato d'Italia, preceduto dal gruppo San Donato. Nel 2022 il gruppo contava circa 8600 professionisti. Le strutture ospedaliere facenti parte del gruppo sono:
- Humanitas Castelli (Bergamo)
- Humanitas Gavazzeni (Bergamo)
- Humanitas Mater Domini (Castellanza)
- Humanitas Istituto Clinico Catanese (Catania)
- Cot - Istituto Clinico Polispecialistico (Messina)
- Humanitas San Pio X (Milano)
- Istituto Clinico Humanitas (Rozzano)
- Humanitas Cellini (Torino)
- Humanitas Gradenigo (Torino)
- Clinica Fornaca di Sessant (Torino)
- Clinica Sedes Sapientiae (Torino)

## Ricerca
Nel 2005 il Ministero della salute riconosce l'Istituto Clinico Humanitas come istituto di ricovero e cura a carattere scientifico (IRCCS) e nasce l'ente non-profit Fondazione Humanitas per la Ricerca.
Nel 2007 è inaugurato il centro di ricerca su patologie autoimmuni, oncologia medica, malattie cardiovascolari, gastrointestinali, neurologiche e ortopediche che ospita circa 450 ricercatori, provenienti da diversi Paesi e guidati dal direttore scientifico Alberto Mantovani. Il centro, che lavora in sinergia con il policlinico e l'Humanitas University, conta circa 20000 m² di laboratori dedicati all'attività di ricerca e di formazione.

### AI Center
Nel 2018 nasce, in Humanitas, il primo centro di ricerca sull'intelligenza artificiale integrato ad un ospedale in Italia. Il centro unisce, in un team multidisciplinare, diverse figure professionali, tra cui medici, manager, ricercatori, ingegneri e scienziati dei dati.

## Editoria
Humanitas News ed Humanitas Salute sono i principali canali editoriali dell'Università Humanitas e dell'Istituto Clinico Humanitas; fra i vari progetti curano il periodico Humanitas e l'Enciclopedia medica.

## Collegamenti
Il policlinico e il campus universitario sono collegati alla fermata Piazza Abbiategrasso, della linea metropolitana verde M2, dalla Navetta Humanitas e linea autobus 230 (capolinea Basiglio). I comuni di Pieve Emanuele, Opera e Locate sono invece collegati all’Istituto e all’Università dalla linea autobus 220.

## Premi e riconoscimenti
Nella World's Best Hospital, classifica annuale dei migliori ospedali del mondo stilata da Newsweek, è risultato il quarto ospedale in Italia e il 61° fra i 2.400 ospedali di 30 Paesi monitorati nell'analisi.